# Ballstedt
Ballstedt est une commune allemande de l'arrondissement du Pays-de-Weimar, Land de Thuringe.

## Géographie
Ballstedt se situe au sud du Bassin de Thuringe, au pied de l'Ettersberg.
| Markvippach | Vippachedelhausen |           |
|             | Ballstedt         |           |
| Ollendorf   |                   | Berlstedt |

## Histoire
Ballstedt est mentionné pour la première fois en 1256 dans le répertoire des possessions de l'abbaye d'Erfurt. On trouve mention dans un tel livre de l'abbaye de Fulda d'un village appelé Boldolfstete, sans savoir s'il s'agit de Ballstedt ou de Ballstädt près de Gotha. Ballstedt a une certaine importance car il se trouve sur la Via Regia.
Au cours de la guerre de Trente Ans, le village est détruit par l'armée impériale en 1636. Entre 1806 et 1813, il subit de nouveau des dommages lors du passage des troupes des guerres de coalition.

## Source de la traduction
- (de) Cet article est partiellement ou en totalité issu de l’article de Wikipédia en allemand intitulé « Ballstedt » (voir la liste des auteurs).